# MARCH2
MARCH2 (англ. Membrane associated ring-CH-type finger 2) – білок, який кодується однойменним геном, розташованим у людей на короткому плечі 19-ї хромосоми. Довжина поліпептидного ланцюга білка становить 246 амінокислот, а молекулярна маса — 26 995.
| 10         |  | 20         |  | 30         |  | 40         |  | 50         |
| ---------- |  | ---------- |  | ---------- |  | ---------- |  | ---------- |
| MTTGDCCHLP |  | GSLCDCSGSP |  | AFSKVVEATG |  | LGPPQYVAQV |  | TSRDGRLLST |
| VIRALDTPSD |  | GPFCRICHEG |  | ANGECLLSPC |  | GCTGTLGAVH |  | KSCLEKWLSS |
| SNTSYCELCH |  | TEFAVEKRPR |  | PLTEWLKDPG |  | PRTEKRTLCC |  | DMVCFLFITP |
| LAAISGWLCL |  | RGAQDHLRLH |  | SQLEAVGLIA |  | LTIALFTIYV |  | LWTLVSFRYH |
| CQLYSEWRKT |  | NQKVRLKIRE |  | ADSPEGPQHS |  | PLAAGLLKKV |  | AEETPV     |

A: Аланін

C: Цистеїн

D: Аспарагінова кислота

E: Глутамінова кислота

F: Фенілаланін

G: Гліцин

H: Гістидин

I: Ізолейцин

K: Лізин

L: Лейцин

M: Метіонін

N: Аспарагін

P: Пролін

Q: Глутамін

R: Аргінін

S: Серин

T: Треонін

V: Валін

W: Триптофан

Кодований геном білок за функцією належить до трансфераз. 
Задіяний у таких біологічних процесах, як ендоцитоз, убіквітинування білків, альтернативний сплайсинг. 
Білок має сайт для зв'язування з іонами металів, іоном цинку. 
Локалізований у мембрані, ендоплазматичному ретикулумі, лізосомі, ендосомах.